# Лаура Шенквіст
Лаура Шенквіст (швед. Lala Sjöqvist, 23 вересня 1903 — 8 серпня 1964) — шведська стрибунка у воду.
Бронзова медалістка Олімпійських Ігор 1928 року.